# UBS Arena
UBS Arena – wielofunkcyjna arena znajdująca się w Belmont Park w Elmont, w stanie Nowy Jork, bezpośrednio sąsiadująca z granicami Nowego Jorku. Otwarta w 2021 roku, jest domem dla drużyny New York Islanders w National Hockey League (NHL), zastępując Nassau Coliseum. Oficjalnie arena może pomieścić 17 250 widzów na meczach NHL i nawet 19 000 osób na koncertach i innych wydarzeniach. Fani i dziennikarze sportowi nazywają arenę „The Stable” ze względu na jej położenie w Belmont Park, znanym torze wyścigów konnych.

## Historia

### Projekt Lighthouse i Barclays Center
Nassau Coliseum było drugim najstarszym obiektem w NHL, ustępując jedynie dwukrotnie odnowionemu Madison Square Garden. Była również drugą najmniejszą areną w lidze, po MTS Centre w Winnipeg, która była jeszcze mniejsza. Próbowano podjąć różne działania w celu modernizacji lub wymiany starszego obiektu, w tym projekt Lighthouse - propozycję z 2004 roku dotyczącą renowacji Coliseum i budowy większego obszaru sportowego, rozrywkowego i mieszkaniowego wokół niego (w tym boiska minor league baseballowego i 60-piętrowego wieżowca, od którego projekt wziął swoją nazwę). Podczas gdy hrabstwo Nassau zatwierdziło wersję projektu Lighthouse, miasto Hempstead nigdy nie przyznało zmiany zagospodarowania przestrzennego, która była wymagana do jego budowy, a projekt został anulowany.
W maju 2010 roku Jeff Wilpon, ówczesny dyrektor operacyjny drużyny baseballowej New York Mets, prowadził rozmowy z właścicielem drużyny Islanders, Charles'em Wangiem, na temat budowy nowej areny dla Islanders w dzielnicy Willets Point w Queens, tuż obok stadionu Mets, Citi Field. Wilpon omawiał również możliwość zakupu drużyny Islanders.
12 lipca 2010 roku kierownik gminy Hempstead, Kate Murray, ogłosiła utworzenie „alternatywnej strefy” dla terenu Coliseum, zmniejszając pierwotny projekt Lighthouse o połowę i sprawiając, że według ówczesnego naczelnego urzędnika hrabstwa Nassau, Eda Mangano, i deweloperów „projekt był ekonomicznie nieopłacalny zarówno dla dewelopera, jak i właściciela terenu”. Od tego momentu projekt Lighthouse nie był już kontynuowany przez Wang, Mangano i deweloperów.
W czerwcu 2010 roku FanHouse podał informację, że Jeff Wilpon i jego ojciec, wówczas właściciel drużyny Mets - Fred Wilpon, rozpoczęli współpracę z firmą nieruchomości Jones Lang LaSalle (która również pracowała przy renowacji Madison Square Garden) nad badaniem wykonalności nowej areny dla Islanders w Queens. Jednak źródło z gazety Newsday wskazało, że raport FanHouse nie był prawdziwy. Pojawiły się również informacje, że biznesmen Nelson Peltz chciał kupić drużynę Islanders i przenieść ją do Barclays Center w Brooklynie.
W sierpniu 2011 roku wyborcy hrabstwa Nassau zagłosowali przeciwko referendum, które przyznałoby 400 milionów dolarów publicznego obligacji na budowę areny o wartości 350 milionów dolarów i boiska minor league o wartości 50 milionów dolarów. Plan ten został przedstawiony przez Wanga jako ostatnia próba zatrzymania Islanders w hrabstwie Nassau. W październiku 2012 roku Islanders ogłosili, że przeniosą się do Barclays Center w Brooklynie po wygaśnięciu ich umowy dzierżawy Coliseum po sezonie 2014-15. Tymczasem grupa pod przewodnictwem Bruce'a Ratnera (który był odpowiedzialny za rozwój Barclays Center) zabezpieczyła ofertę w wysokości 89 milionów dolarów na przebudowę Coliseum, mając na celu stworzenie tam głównie drużyny hokejowej z niższej ligi oraz rozegranie tam sześciu meczów Islanders w sezonie.
Ponieważ Barclays Center został zaprojektowany przede wszystkim jako arena do koszykówki, konfiguracja lodowiska dla hokeja spotkała się z krytyką ze strony fanów ze względu na miejsca z ograniczonym widokiem, podczas gdy jakość lodu była krytykowana przez zawodników jako poniżej standardu.

### Umowa na budowa areny
W grudniu 2017 roku New York Arena Partners, spółka joint venture między Islanders, Oak View Group i Sterling Equities, wygrała przetarg na budowę nowej areny o pojemności 18 000 miejsc oraz wielofunkcyjnego kompleksu w Belmont Park. Pokonali tym samym konkurencyjną propozycję New York City FC, które zamierzało wybudować tam nowy stadion piłkarski. Nowa arena miała być ukończona na czas sezonu NHL 2021-2022. Tymczasem Islanders zaczęli stopniowo rozgrywać więcej meczów domowych w Coliseum w sezonie 2018-2019.
23 września 2019 roku odbyła się uroczystość wmurowania kamienia węgielnego pod nową arenę. Wzięli w niej udział gubernator stanu Nowy Jork Andrew Cuomo, komisarz NHL Gary Bettman, urzędnicy oraz byli i obecni zawodnicy Islanders. W lutym 2020 roku ogłoszono, że począwszy od rozgrywek play-off w 2020 roku, Islanders tymczasowo powrócą do Coliseum, gdzie rozegrają wszystkie mecze domowe, przed przeniesieniem się do areny w Belmont Park na sezon 2021-2022.
Z powodu pandemii COVID-19 w stanie Nowy Jork, wszystkie nieistotne projekty budowlane zostały nakazane wstrzymać działalność od 27 marca 2020 roku. Prace budowlane zostały wznowione 27 maja 2020 roku, a przedstawiciele zespołu oczekiwali, że prace zostaną zakończone na czas, aby Islanders mogli rozpocząć rozgrywki w październiku 2021 roku, pomimo dwumiesięcznej przerwy.
W lipcu 2020 roku ogłoszono, że UBS zostanie sponsorem tytularnym nowej areny w ramach 20-letniej umowy, nadając obiektowi nazwę UBS Arena.

### Otwarcie
Islanders mieli rozpocząć rozgrywki domowe w UBS Arena w sezonie 2021-22. Aby umożliwić dodatkowy czas na zakończenie budowy, przedsezonowe mecze domowe Islanders odbyły się w Webster Bank Arena w Bridgeport, Connecticut, który jest domem ich zespołu z ligi AHL, Bridgeport Islanders. Następnie zespół rozegrał 13 kolejnych meczów wyjazdowych na początku sezonu regularnego. UBS Arena oficjalnie otwarto 19 listopada 2021 roku podczas prywatnej imprezy charytatywnej z udziałem zespołu rockowego Chicago.

## Społeczny i ekonomiczny wpływ budowy
Jako projekt o wartości 1,5 miliarda dolarów i związane z nim prace rozwojowe, ogłoszono, że wygeneruje około 25 miliardów dolarów aktywności gospodarczej, w tym znaczące ulepszenia infrastrukturalne, 10 000 miejsc pracy w budownictwie i 3000 stałych miejsc pracy. Postrzegano to jako impuls dla regionalnej gospodarki w czasie, gdy aktywność spowolniła z powodu pandemii COVID-19. Partnerzy projektu postawili sobie za cel, aby 30 procent dolarów kontraktowych na budowę było przeznaczonych dla przedsiębiorstw należących do mniejszości etnicznych i kobiet, które są certyfikowane przez stan, oraz dodatkowe 6 procent dla przedsiębiorstw należących do weteranów z niepełnosprawnościami. Projekt doprowadził również do dodatkowej inwestycji w wysokości 100 milionów dolarów w poprawę transportu i infrastruktury, w tym stacji Elmont, pierwszej nowo wybudowanej stacji kolejowej Long Island Rail Road w ciągu prawie 50 lat.

## Ważne wydarzenia

### Hokej
W dniu 20 listopada 2021 roku Islanders rozegrali swój pierwszy mecz na UBS Arena, przegrywając 2:5 z Calgary Flames. Pierwszego gola na arenie zdobył Brad Richardson z Flames, podczas gdy Brock Nelson zdobył pierwszego gola dla Islanders. Islanders rozpoczęli sezon na UBS Arena z bilansem 0-5-2. Ich pierwsze zwycięstwo u siebie na tej arenie odnieśli 11 grudnia, pokonując New Jersey Devils 4:2.
Pierwszy mecz playoffów o Puchar Stanleya na UBS Arena odbył się 21 kwietnia 2023 roku, gdy Islanders pokonali Carolina Hurricanes rezultatem 5:1. Casey Cizikas z drużyny Islanders zdobył pierwszego gola w playoffach na tej arenie.

### College basketball
Pierwszy mecz koszykówki akademickiej na UBS Arena odbył się 3 grudnia 2021 roku między pobliskimi drużynami St. John's Red Storm i Kansas Jayhawks w ramach corocznego starcia Big East–Big 12 Battle. ayhawks wygrali ten mecz rezultatem 95:75. Iona Gaels także gościły drużynę Delaware Fightin' Blue Hens 21 grudnia 2021 roku.

### Wrestling
Odcinek Monday Night Raw WWE, który odbył się 29 listopada 2021 roku, miał miejsce na arenie. Ponadto, odcinek Dynamite All Elite Wrestling, który odbył się 8 grudnia 2021 roku, również miał miejsce na UBS Arena. Na tej arenie odbyła się również nagrania odcinka AEW Rampage, który został wyemitowany 10 grudnia.

### MMA
116 lipca 2022 roku na arenie odbyło się pierwsze wydarzenie MMA i UFC, które było gospodarzem gali UFC on ABC: Ortega vs. Rodriguez.

### Koncerty
Brytyjski piosenkarz Harry Styles wystąpił na arenie po raz pierwszy przed publicznością 28 listopada 2021 roku.